# اللحية الحمراء (سلاح نووي)

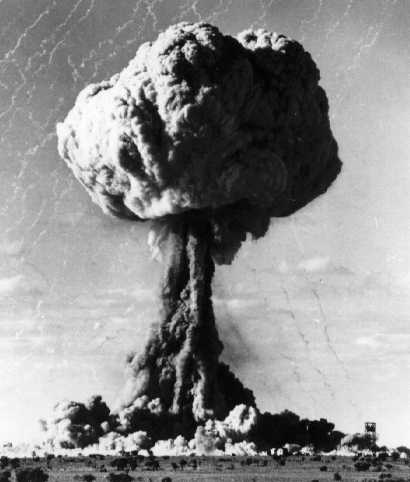
انفجار سلاح اللحية الحمراء النووي في 27 سبتمبر 1956 أثناء الاختبارات النووية البريطانية في مارالينغا

اللحية الحمراء (سلاح نووي) هو أول سلاح نووي تكتيكي بريطاني. تم حمله بواسطة قاذفة إنجلش إلكتريك كانبيرا التابعة لسلاح الجو الملكي، بلاكبيرن بوكانير، سي فيكسنز، وسوبر مارين سكيميتارز من سلاح الجو البحرية الملكية البريطانية.

## نبذة
تم تطوير السلاح لمتطلبات التشغيل 1127، تم تقديم السلاح في عام 1961، حيث دخل الخدمة في عام 1962. تم استبداله بـ دبليو إي.177 في أوائل السبعينيات وتم سحبه في عام 1971.

## فهرس
- Leitch, Andy. "V-Force Arsenal: Weapons for the Valiant, Victor and Vulcan". Air Enthusiast No. 107, September/October 2003. pp. 52–59. ISSN 0143-5450

## روابط خارجية
- Red Beard — at skomer.u-net.com
- Video of Red Beard detonation during 1956 proof tests at Maralinga — at SonicBomb.com
- Photos of British nuclear tests - includes Red Beard — at NuclearWeaponArchive.org